# ماتشفانسكا ميتروفيكا
ماتشفانسكا ميتروفيكا (Mačvanska Mitrovica) مدينة تقع في بلدية سريمسكا ميتروفيكا التابع لمنطقة فويفودينا شمال صربيا .